# Leptochilus salomon
Leptochilus salomon är en stekelart som beskrevs av Gusenleitner 1972. Leptochilus salomon ingår i släktet Leptochilus och familjen Eumenidae. Inga underarter finns listade i Catalogue of Life.